# اس‌اف۹ (گروه موسیقی)
اس‌اف‌ناین یا اس‌اف۹ (به کره‌ای: 에스에프나인؛ به انگلیسی: SF9) گروه پسرانهٔ کره‌ای است که زیر نظر اف‌ان سی‌اینترتینمنت فعالیت می‌کند.  این گروه در تاریخ ۵ اکتبر سال ۲۰۱۶ فعالیت خود را شروع کردند. رو وون در سال ۲۰۲۳، به‌دلیل تمرکز روی حرفۀ بازیگری گروه را ترک کرد.

## تاریخچه

### قبل از شروع به کار و مدرسه نئوز
در تاریخ یازدهم دسامبر ۲۰۱۵ هنگامی که کمپانی اف‌ان‌سی یه کنسرت خانوادگی در کشور ژاپن داشت، آن روز گروهای کمپانی اف ان سی راهی ژاپن شدند و در این هنگام گروه جدید اف ان سی که میخواستند به زودی دبیوت کنند هم با اونا همراه شدند و مشخص شد که این گروه اولین گروه پسرونه ی رقص این کمپانی هستند.
سپس مشخص شد مدرسه‌ای به اسم نئوز هست که برای دیبوت ، کارآموزهایی واردش می‌شوند روند کار مدرسه ی نئوز به این صورت هست که :این گروه تقسیم می‌شود به دو تیم نئوز بند و نئوز دنس که طبق برنامه‌ریزی که رئیس کمپانی اف ان سی داشت توی برنامه‌ای با نام dob (مخفف dace or band) این دو تیم باهم مسابقه می‌دهند و هرکس که برنده شود ، دیبوت می‌کند که نئوز دنس برند شد که در ۲۱ آگوست ۲۰۱۶ اسم رسمی نئوز دنس شد اس اف ناین و در اولین ملاقات با فن هاشون قبل از شروع به کار با ۹۹ فن ملاقات کردند و در دومین ملاقات با فن هاشون قبل از دیبوت با ۳۳۳ فن دیدار کردند و سپس در ۵ اکتبر ۲۰۱۶ اولین سینگل خودشان را منتشر کردند که رتبه‌های خوبی در چارت‌ها کسب کرد.
2016: دبیوت با آهنگ Feeling Sensation
دبیوت گروه اس اف ناین با آلبوم Feeling Sensation با آهنگ اصلی Fanfare در 5ام اکتبر 2016 منتشر شد. آلبوم دبیوت آنها در رتبه هشتم و رتبه ششم در چارت گائون را بدست آورد. در 6ام اکتبر 2016 به طور رسمی در  M! Countdown دبیوت استیج کردند. موزیک ویدئو Fanfare رتبه ششم را در چارت هفتگی Yin Yue Tai  بدست آورد و رتبه هفتم را در چارت ماهانه بدست آورد. پروموشن آنها برای Fanfare در تاریخ  6ام نوامبر 2016 در   Inkigayo  پایان یافت. بعد از آن، در 15ام نوامبر 2016  گروه شروع به پروموشن برای دومین آهنگ آلبوم یعنی آهنگ K.O کردند. این آلبوم در سال 2016 در جایگاه 78ام برای فروش آلبوم قرار گرفت. در 22 دسامبر ساعت   00:00a.m  KST، آنها موزیک ویدئویی به عنوان کادو برای طرفدارانشان منتشر کردند به نام "So Beautiful". این آهنگ در اصل OST یک وب دراما با نام  Click Your Heart بود. "So Beautiful" آهنگ دیجیتالی منتشر شده است.
2017: Burning Sensation, دبیوت در ژاپن و  Breaking Sensation, Knights of the Sun
اولین مینی آلبوم آنها ، Burning Sensation   در 6ام فوریه منتشر شد. در 15ام فوریه، در چارت جهانی بیلبورد توانست مقام ششم را بدست آورد.
در 4ام آپریل، گزارش شد که این گروه دومین کامبک خود را خواهد داشت دقیقا دو ماه بعد از پروموشن "Roar".در 6ام اپریل، FNC اعلام کرد  که کامبک گروه در 18ام آپریل با دومین مینی آلبوم Burning Sensation برگزار خواهد شد.در 7ام آپریل این گروه دبیوت Showcase خود را در ژاپن با حضور 1300 نفر از طرفداران برگزار کردند.
در 18 آپریل گروه SF9 آلبوم شش آهنگه خود را  یا نام Breaking Sensation منتشر کردند که شامل آهنگ اصلی "Easy Love" بود. در همان روز این آهنگ جایگاه دوم را در چارت U.S. K-Pop Album بدست آورد.
در 6ام ژوئن، SF9 در ژاپن دبیوت کردند. در 7ام ژوئن، آنها ورژن ژاپنی آهنگ دبیوتشان "Fanfare" را منتشر کردند. که جایگاه نخست را در چارت Tower Records برای آلبوم های سینگل و در چارت Oricon جایگاه چهارم را بدست آورد.
در 22 سپتامبر، کمپانی FNC تایید کرد که این گروه سومین کامبک خود را خواهند داشت. کمپانی FNC تایید کرد "SF9 در آگوست به کالیفرنیا سفر کردند و فیلم برداری موزیک ویدئوشان تمام شده است.آن ها برای ماه اکتبر برنامه کامیک دارند. " در 12ام اکتبر سال 2017، سومین آلبوم چند آهنگه گروه به نام "Knights of The Sun" منتشر شد. در دسامبر آنها اولین studio album ژاپنی خود را با نام Sensational Feeling Nine منتشر کردند.
2018-تاکنون: Mamma Mia! , Sensuous and first Korean concert
چهارمین آلبوم چند آهنگه این گروه Mamma Mia در 26 ام فوریه منتشر شد. در 23ام می، سومین سینگل ژاپنی خود به نام Mamma Mia! را منتشر کردند.  SF9 توانستند با موفقیت تور Zepp Tour 2018 “MAMMA MIA!” را در سراسر ژاپن در اوساکا، آیچی و توکیو به ترتیب در تاریخ 29 می، 30 می و 1ام ژوئن برگزار کردند. FNC اعلام کرد که SF9 در آگوست فن میتینگی در آمریکا جنوبی برگزار خواهد کرد.
در 31ام جولای آنها با پنجمین آلبوم چندآهنگه خود به نام Sensuous, با آهنگ اصلی "Now or Never" کامبک داشتند و موزیک ویدئو نیز در همان روز منتشر شد. در 23ام آگوست، SF9 فن میتینگ خود
را در مکزیکو در سالن Auditorio Blackberry of Mexico City برگزار کردند و در 25 و 26 آگوست در برزیل در سالن Tropical Butantã of Sao Paolo.در 22ام سپتامبر، SF9 فن میتینگی در تایپه خواهند داشت. در 27ام اکتبر، 7:00 p.m KST این توانستند با موفقیت اولین دومستیک کنسرت خود را به نام  "Dreamer" در سالن  Yes24 Live Concert Hall برگزار کردند.
اس‌اف۹ چهاردهمین آلبوم چندآهنگه خود به نام فانتزی را در ۱۹ اوت ۲۰۲۴ به‌عنوان یک گروه ۵ نفره منتشر کرد، حتی عضو فعلی جوهو بخشی از این آلبوم بود.

## اعضا
این‌سونگ (Hangul: 인성، متولد ۱۲ جولای،۱۹۹۳) وکالیست اصلی، دنسر
یونگ‌بین (영빈,متولد ۲۳ نوامبر ۱۹۹۳) رهبر گروه، رپر اصلی، دنسر اصلی
جه‌یون (재윤،متولد ۹ آگوست ۱۹۹۴) وکالیست، دنسر
داوون (다원،متولد ۲۴ جولای ۱۹۹۵) ووکالیست، رپر، دنسر
جوهو (주호 متولد ۴ جولای ۱۹۹۶) رپر اصلی، دنسر
رووون (로운 متولد ۷ آگوست ۱۹۹۶) وکالیست اصلی، چهرۀ اصلی گروه (عضو سابق)
ته‌یانگ (태양 متولد ۲۸ فوریه ۱۹۹۷) وکالیست، دنسر اصلی
هی‌یونگ (휘영 متولد ۱۱ می ۱۹۹۹) رپر، دنسر، ووکالیست
چانی (찬희 متولد ۱۷ ژانویه ۲۰۰۰) رپر، دنسر اصلی، وکالیست

## آلبوم شناسی
- Sensational Feeling Nine 2017
- Illuminate 2019

## فیلم شناسی

### ریلیتی شو
| سال  | برنامه                | شبکه  | قسمت | یادداشت                  |
| ---- | --------------------- | ----- | ---- | ------------------------ |
| 2016 | Dance or Band (D.O.B) | Mnet  | 8    | Survival Show            |
|      | Spectacle Fantasy 9   |       | 6    | Graduation Trip          |
|      | Special Food 9        |       | 6    |                          |
| 2017 | SF9 Trip with Fantasy | Naver | 9    |                          |
| 2018 | Secret Code 9         |       | 9    |                          |
|      | Colorful Code 9       |       | 4    | 5th Mini Album promotion |